# Rubus trifrons
Rubus trifrons är en rosväxtart som beskrevs av William Henry Blanchard. Rubus trifrons ingår i släktet rubusar, och familjen rosväxter. Inga underarter finns listade i Catalogue of Life.